# Thiais - Orly (Métro Paris)
Thiais - Orly ist der Name einer Station der Linie 14 der Pariser Métro. Die Métrostation befindet sich in Thiais, Département Val-de-Marne, wenige Kilometer südlich der Pariser Stadtgrenze.
Die Station schließt das nördlich des Flughafens Paris-Orly gelegene Gewerbegebiet besser an den öffentlichen Nahverkehr im Großraum Paris an. Im Umkreis von einem Kilometer um die Station herum wohnen 900 Menschen und befinden sich 11.000 Arbeitsplätze.
Der vorläufige Name war Pont de Rungis. Am 27. Juli 2022 wurde der endgültige Name Thiais - Orly bekannt gegeben.
Die Eröffnung der Station erfolgte am 24. Juni 2024. Sie ist Teil der Verlängerung der Linie 14 um sieben Stationen von Olympiades bis Aéroport d’Orly und Teil des Grand Paris Express. Die Bauarbeiten begannen 2018.